# Nathan Brown (rugby à XIII, 1973)
Pour les articles homonymes, voir Nathan Brown et Brown.

a Compétitions nationales et continentales officielles uniquement.

Nathan Brown, né le 31 juillet 1973 à Maclean (Australie), est un joueur et entraîneur de rugby à XIII australien évoluant au poste de talonneur.
Il évolue au rugby à XIII dans les années 1990 et 200 au sein de la même franchise St. George devenu St. George Illawarra atteignant à deux reprises la finale du Championnat, de Nouvelle-Galles du Sud en 1993, puis de la National Rugby League en 1999. Il met un terme à sa carrière à seulement 27 ans en raison d'une blessure au cou.
Il entreprend par la suite une carrière d'entraîneur qu'il entame à St. George Illawarra  et rejoint par la suite Huddersfield, St Helens , Newcastle  et New Zealand

## Palmarès

### En tant que joueur
- Collectif :
  - Finaliste de la National Rugby League : 1993 et 1999 (St. George Illawarra).

### En tant qu'entraîneur
- Collectif :
  - Vainqueur de la Super League : 2014(St Helens).
  - Finaliste de la Challenge Cup : 2009 (Huddersfield).